# Associazione Polisportiva Trani 1964-1965
Questa pagina raccoglie le informazioni riguardanti l'Associazione Polisportiva Trani nelle competizioni ufficiali della stagione 1964-1965.

## Rosa
| N. |                   | Ruolo | Calciatore          |
| -- | ----------------- | ----- | ------------------- |
|    | Italia (bandiera) | A     | Francesco Arfuso    |
|    | Italia (bandiera) | A     | Santo Barbato       |
|    | Italia (bandiera) | C     | Alberto Bazzarini   |
|    | Italia (bandiera) | P     | Giuliano Biggi      |
|    | Italia (bandiera) | C     | Filippo Bitetto     |
|    | Italia (bandiera) | C     | Franco Carradori    |
|    | Italia (bandiera) | C     | Claudio Castagnino  |
|    | Italia (bandiera) | D     | Alberto Crivellenti |
|    | Italia (bandiera) | A     | Giacomo Cosmano     |
|    | Italia (bandiera) | C     | Michele D’Elia      |

| N. |                   | Ruolo | Calciatore            |
| -- | ----------------- | ----- | --------------------- |
|    | Italia (bandiera) | C     | Vincenzo Ferrante     |
|    | Italia (bandiera) | C     | Giuseppe Franzò       |
|    | Italia (bandiera) | D     | Giuseppe Galvanin     |
|    | Italia (bandiera) | C     | Franco Gerli          |
|    | Italia (bandiera) | P     | Domenico Lamia Caputo |
|    | Italia (bandiera) | C     | Paolo Lombardo        |
|    | Italia (bandiera) | A     | Giuseppe Malavasi     |
|    | Italia (bandiera) | C     | Vincenzo Morganelli   |
|    | Italia (bandiera) | D     | Giuseppe Pappalettera |
|    | Italia (bandiera) | A     | Aldo Silva            |

## Risultati

### Serie B

#### Girone di andata
| 13 settembre 1964 1ª giornata | Palermo | 3 – 0 | Trani |  |

| 20 settembre 1964 2ª giornata | Catanzaro | 0 – 0 | Trani |  |

| 27 settembre 1964 3ª giornata | Trani | 0 – 0 | Brescia |  |

| 4 ottobre 1964 4ª giornata | Trani | 1 – 1 | Padova |  |

| 11 ottobre 1964 5ª giornata | Venezia | 1 – 0 | Trani |  |

| 18 ottobre 1964 6ª giornata | Trani | 3 – 0 | Parma |  |

| 25 ottobre 1964 7ª giornata | Triestina | 1 – 1 | Trani |  |

| 22 novembre 1959 8ª giornata | Trani | 1 – 0 | Alessandria |  |

| 15 novembre 1964 9ª giornata | Trani | 1 – 0 | Napoli |  |

| 22 novembre 1964 10ª giornata | Reggiana | 5 – 0 | Trani |  |

| 29 novembre 1964 11ª giornata | Trani | 1 – 2 | Verona |  |

| 6 dicembre 1964 12ª giornata | Bari | 0 – 0 | Trani |  |

| 13 dicembre 1964 13ª giornata | Trani | 0 – 2 | Modena |  |

| 20 dicembre 1964 14ª giornata | Pro Patria | 2 – 0 | Trani |  |

| 27 dicembre 1964 15ª giornata | Potenza | 4 – 1 | Trani |  |

| 10 gennaio 1965 16ª giornata | Trani | 0 – 0 | SPAL |  |

| 17 gennaio 1965 17ª giornata | Trani | 1 – 0 | Livorno |  |

| 24 gennaio 1965 18ª giornata | Lecco | 1 – 0 | Trani |  |

| 31 gennaio 1965 19ª giornata | Monza | 3 – 2 | Trani |  |

#### Girone di ritorno
| 7 febbraio 1965 20ª giornata | Trani | 1 – 1 | Palermo |  |

| 14 febbraio 1965 21ª giornata | Trani | 1 – 0 | Catanzaro |  |

| 21 febbraio 1965 22ª giornata | Brescia | 1 – 0 | Trani |  |

| 28 febbraio 1965 23ª giornata | Padova | 1 – 0 | Trani |  |

| 7 marzo 1965 24ª giornata | Trani | 2 – 1 | Venezia |  |

| 14 marzo 1965 25ª giornata | Parma | 0 – 1 | Trani |  |

| 21 marzo 1965 26ª giornata | Trani | 2 – 1 | Triestina |  |

| 28 marzo 1965 27ª giornata | Alessandria | 1 – 1 | Trani |  |

| 11 aprile 1965 28ª giornata | Napoli | 1 – 0 | Trani |  |

| 18 aprile 1965 29ª giornata | Trani | 1 – 0 | Reggiana |  |

| 25 aprile 1965 30ª giornata | Verona | 5 – 1 | Trani |  |

| 2 maggio 1965 31ª giornata | Trani | 1 – 0 | Bari |  |

| 9 maggio 1965 32ª giornata | Modena | 1 – 0 | Trani |  |

| 16 maggio 1965 33ª giornata | Trani | 3 – 1 | Pro Patria |  |

| 23 maggio 1965 34ª giornata | Trani | 0 – 0 | Potenza |  |

| 30 maggio 1965 35ª giornata | SPAL | 0 – 0 | Trani |  |

| 6 giugno 1965 36ª giornata | Livorno | 3 – 0 | Trani |  |

| 13 giugno 1965 37ª giornata | Trani | 2 – 2 | Lecco |  |

| 20 giugno 1965 38ª giornata | Trani | 1 – 0 | Monza |  |

## Statistiche

### Statistiche di squadra
| Competizione | Punti | In casa | In casa | In casa | In casa | In casa | In casa | In trasferta | In trasferta | In trasferta | In trasferta | In trasferta | In trasferta | Totale | Totale | Totale | Totale | Totale | Totale | DR  |
| Competizione | Punti | G       | V       | N       | P       | Gf      | Gs      | G            | V            | N            | P            | Gf           | Gs           | G      | V      | N      | P      | Gf     | Gs     | DR  |
| ------------ | ----- | ------- | ------- | ------- | ------- | ------- | ------- | ------------ | ------------ | ------------ | ------------ | ------------ | ------------ | ------ | ------ | ------ | ------ | ------ | ------ | --- |
| Serie B      | 35    | 19      | 11      | 6       | 2       | 22      | 11      | 19           | 1            | 5            | 13           | 7            | 33           | 38     | 12     | 11     | 15     | 29     | 44     | -15 |
| Coppa Italia |       | 1       | 0       | 0       | 1       | 0       | 3       | -            | -            | -            | -            | -            | -            | 1      | 0      | 0      | 1      | 0      | 3      | -3  |
| Totale       |       | 20      | 11      | 6       | 3       | 22      | 14      | 19           | 1            | 5            | 13           | 7            | 33           | 39     | 12     | 11     | 16     | 29     | 47     | -18 |

### Statistiche dei giocatori
| Giocatore       | Serie B  | Serie B | Coppa Italia | Coppa Italia | Totale   | Totale |
| Giocatore       | Presenze | Reti    | Presenze     | Reti         | Presenze | Reti   |
| --------------- | -------- | ------- | ------------ | ------------ | -------- | ------ |
| F. Arfuso       | 25       | 4       | 1            | 0            | 26       | 4      |
| S. Barbato      | 37       | 3       | -            | -            | 37       | 3      |
| A. Bazzarini    | 27       | 2       | 1            | 0            | 28       | 2      |
| G. Biggi        | 33       | -34     | 1            | -3           | 34       | -37    |
| F. Bitetto      | 28       | 1       | -            | -            | 28       | 1      |
| F. Carradori    | 14       | 0       | 1            | 0            | 15       | 0      |
| C. Castagnino   | 7        | 0       | -            | -            | 7        | 0      |
| A. Crivellenti  | 34       | 0       | -            | -            | 34       | 0      |
| G. Cosmano      | 24       | 7       | 1            | 0            | 25       | 7      |
| M. D'Elia       | 31       | 0       | 1            | 0            | 32       | 0      |
| V. Ferrante     | 13       | 0       | -            | -            | 13       | 0      |
| G. Franzò       | 4        | 0       | 1            | 0            | 5        | 0      |
| G. Galvanin     | 37       | 3       | 1            | 0            | 38       | 3      |
| F. Gerli        | 13       | 0       | -            | -            | 13       | 0      |
| D. Lamia        | 5        | -10     | -            | -            | 5        | -10    |
| P. Lombardo     | 30       | 4       | 1            | 0            | 31       | 4      |
| G. Malavasi     | 17       | 1       | 1            | 0            | 18       | 1      |
| V. Morganelli   | 1        | 0       | -            | -            | 1        | 0      |
| G. Pappalettera | 25       | 1       | 1            | 0            | 26       | 1      |
| A. Silva        | 13       | 2       | 1            | 0            | 14       | 2      |